# Talegalla cuvieri
Talegalla cuvieri là một loài chim trong họ Megapodiidae.